# Список керівників держав 180 року
Список керівників держав 180 року — це перелік правителів країн світу 180 року
Список керівників держав 179 року — 180 рік — Список керівників держав 181 року — Список керівників держав за роками

## Європа
- Боспорська держава — цар Савромат II (174-210)
- Ірландія — верховний король Арт Оенфер (165-195)
- Римська імперія
  - імператор Марк Аврелій (161–180) правив разом зі своїм сином Коммодом (177-192)
  - консул Луцій Фульвій Русцій Гай Бруттій Презент (180)
  - консул Секст Квінтілій Кондіан (180)
- Улад — король Тіпраіті Тіреач (136-187)

## Азія
- Аракан (династія Сур'я) — раджа Сана Сур'я (146-198)
- Близький Схід
  - Адіабена — цар Нарсай (170-200)
  - Бану Джурам (Мекка) — шейх Амр II (160-180), його змінив брат шейх Бішр (180-190)
  - Велика Вірменія — цар Сохемос (144-161, 164-186)
  - Осроена — цар Абгар IX Великий (177-212)
  - Харакена — цар Абінергай II (165-180), його змінив Аттамбал VIII (180-195)
- Іберійське царство — цар Фарсман III (135-185)
- Індія
  - Західні Кшатрапи — махакшатрап Рудрасімха I (175-188, 191-197)
  - Кушанська імперія — великий імператор Хувішка I (140-183)
  - Царство Сатаваханів — магараджа Шрі Яджня Сатакарні Сатавахана (178-207)
  - Держава Чера — Куттуван Ірумпорай (178-185)
- Китай
  - Династія Хань — імператор Лю Хун (Лін-ді) (168-189)
    - шаньюй південних хунну Цянцюй (179—188)
    - володар держави сяньбі Хелянь (181-186)
- Корея
  - Когурьо — тхеван (король) Когукчхон (179-197)
  - Пекче — король Чхого (166-214)
  - Сілла — ісагим (король) Адалла (154-184)
- Паган — король П'юсоті (167-242)
- Персія
  - Парфія — шах Вологез III (147-191)
- Сипау (Онг Паун) — Сау Кам Кяу (127-207)
- плем'я Хунну — шаньюй (вождь) Цянцюй (179-188)
- Японія — тенно (імператор) Сейму (131-191)

## Африка
- Царство Куш — цар Аритеніесбоке (175-190)